# Domingos Dosil Cubelo
Domingos Dosil Cubelo, nacido en Muros en septiembre de 1943 y fallecido en Santiago de Compostela el 6 de febrero de 2012, fue un líder del movimiento asociacionista y político gallego que fue alcalde de Muros desde 2007 hasta el 2011, por el BNG.

## Trayectoria
Marinero de la mercante, a los 18 años tuvo un accidente mientras se bañaba en la playa, que lo dejó tetrapléjico. Después de varios meses de rehabilitación, estudió para técnico de radio y en 1982 participó en la fundación de Adibismur, la Asociación de Discapacitados de la Bisbarra de Muros. En 1984 pasó a ser su presidente y en 1991 fundó Cogami (Confederación Gallega de personas con Discapacidad), de la que fue presidente hasta 2007. Fue vocal de Cocemfe (el organismo español equivalente) así como presidente del Comité Español de Representantes de Minusválidos (CERMI) en Galicia.
Dio el salto a la política en 2007 al encabezar la lista electoral del BNG por el ayuntamiento de Muros en las elecciones municipales de 2007.
Accedió a la alcaldía tras un polémico pacto con el PP, cuando la dirección del BNG había dado la orden de darle su apoyo al PSdeG-PSOE de Caridad González Cerviño que no tenía mayoría absoluta. En diciembre de 2010 perdió las elecciones primarias del BNG de Muros ante María Xosé Alfonso, por lo que no pudo presentarse a las elecciones de 2011. De esta forma el 11 de junio de 2011 fue sustituido por la socialista Caridad González.
| Predecesor: Caridad González | Alcalde de Muros 2007-2011 | Sucesor: Caridad González |

## Galardones
- Medalla de Plata de Galicia en 2002.

## Vida personal
Soltero y sin hijos, falleció como consecuencia de cáncer. Fue incinerado y enterrado en Muros.